# Aktion 14f13
Die Aktion 14f13, in der Sprache des Nationalsozialismus auch als Sonderbehandlung 14f13 bezeichnet, betraf die Selektion und Tötung von als „krank“, „alt“ und „nicht mehr arbeitsfähig“ betitelten KZ-Häftlingen im Deutschen Reich von 1941 bis 1944. Die hierfür verwendeten Euphemismen „Invalidentransporte“ bzw. „Häftlings-Euthanasie“ wurden später noch auf weitere in den Konzentrationslagern internierte Personengruppen ausgeweitet.

## Vorgeschichte
Im Frühjahr 1941 traf der Reichsführer SS Heinrich Himmler mit Philipp Bouhler, dem Leiter der Kanzlei des Führers der NSDAP und Hitlers Beauftragtem für die Durchführung der „Euthanasie“ von Geisteskranken, Behinderten und „nicht arbeitsfähigen“ Insassen von „Heil-“ und „Pflegeanstalten“, eine Vereinbarung hinsichtlich der „Entlastung“ der im Herrschaftsbereich der SS befindlichen Konzentrationslager von „kranken“ und „nicht mehr arbeitsfähigen“ Häftlingen, die von der Zentraldienststelle T4 geleitet wurde und nach dem Krieg den Namen „Aktion T4“ erhielt. Hierzu sollten in möglichst unauffälliger Form die im Rahmen der Euthanasieaktion eingerichteten, nach deren äußerlichem Stopp im August 1941 aber nicht mehr „ausgelasteten“ NS-Tötungsanstalten mit ihrem „erfahrenen“ Personal genutzt werden.

## Organisation
Bouhler beauftragte den Leiter des Hauptamtes II seiner Kanzlei, den Oberdienstleiter Viktor Brack, dem die verschiedenen Tarnorganisationen der T4 unterstanden, mit der Ausführung dieses neuen Auftrages.
Die Maßnahme lief beim Inspekteur der Konzentrationslager und beim Reichsführer SS unter der Bezeichnung „Sonderbehandlung 14f13“. Die Ziffern- und Buchstabenkombination resultierte aus dem SS-Einheitsaktenplan und setzt sich zusammen aus der Zahl „14“ für den Inspekteur der Konzentrationslager, dem Buchstaben „f“ für Todesfälle und der Zahl „13“ für die Todesart; hier also für die Vergasung in den NS-Tötungsanstalten (natürliche Todesfälle wurden mit dem Aktenzeichen „14f1“, Freitod oder Tod durch Unglücksfall mit „14f2“, Erschießen auf der Flucht mit „14f3“ bezeichnet usw. Die Exekution sowjetischer Kriegsgefangener in den Konzentrationslagern wurde unter dem Aktenzeichen „14f14“ geführt; die Unfruchtbarmachung von Häftlingen erhielt die Bezeichnung „14h7“). „Sonderbehandlung“ war der gängige Begriff für Tötung (z. B. auch durch Exekution).

## Selektionen und Beginn der ersten Phase

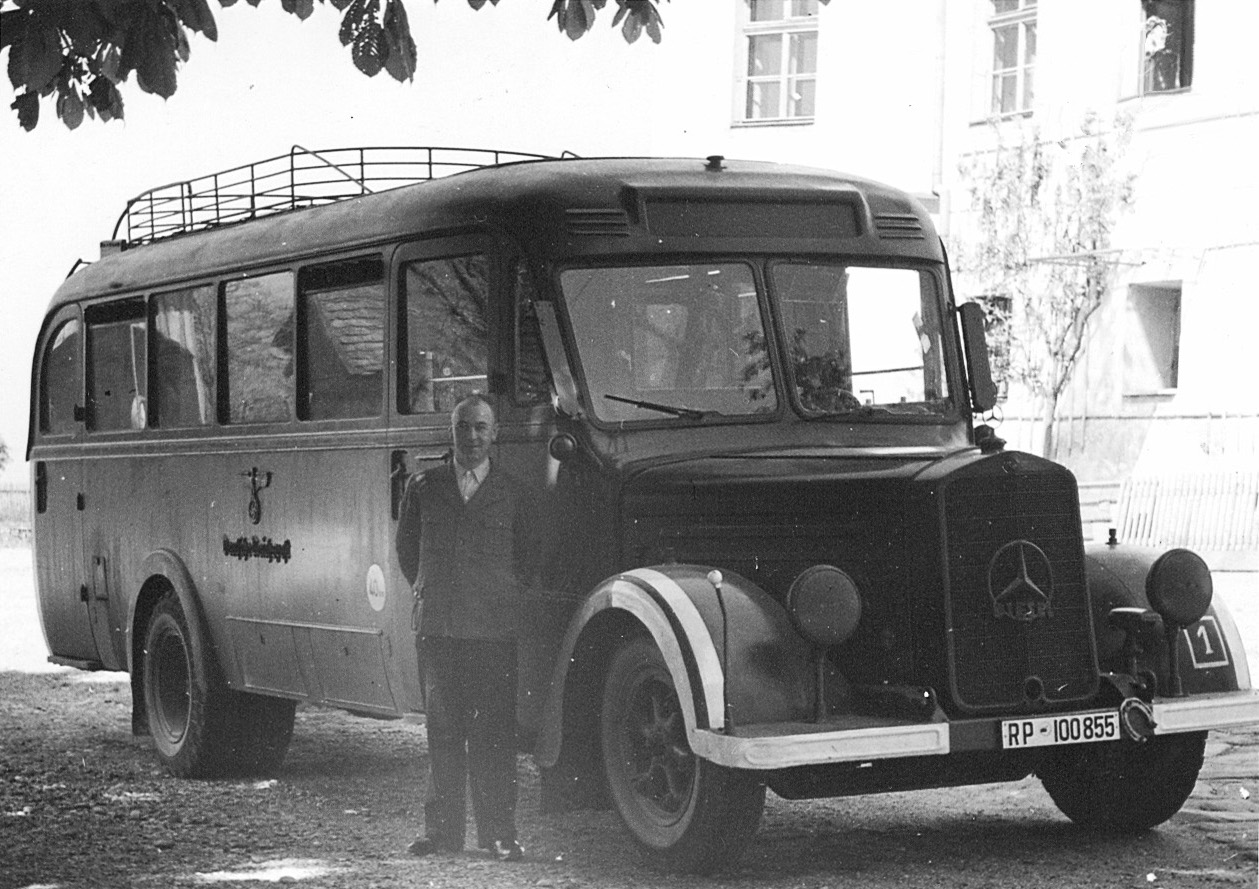
Abholbus der Tötungsanstalt Schloss Hartheim

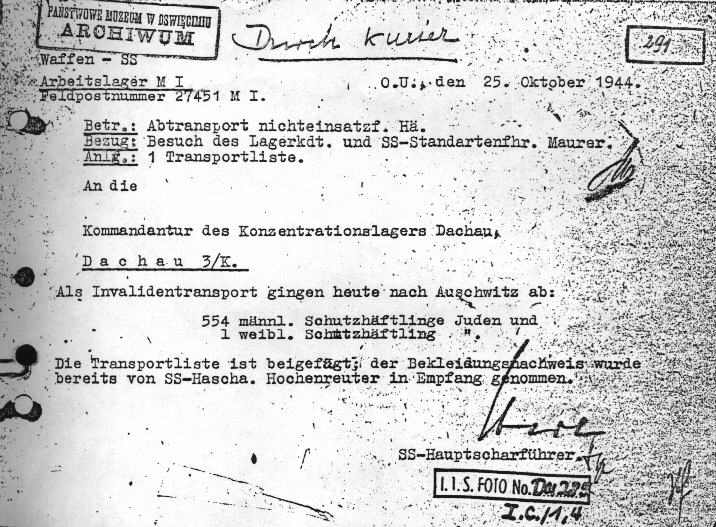
Liste eines „Invalidentransports“ aus dem KZ Dachau mit dem Ziel KZ Auschwitz

Die so bezeichnete Aktion begann im April 1941. Hierzu bereisten Ärztekommissionen, die sich aus den bereits erfahrenen T4-Gutachtern wie den Professoren Werner Heyde und Hermann Paul Nitsche sowie den Ärzten Friedrich Mennecke, Curt Schmalenbach, Horst Schumann, Otto Hebold, Rudolf Lonauer, Robert Müller, Theodor Steinmeyer, Gerhard Wischer, Victor Ratka, Hans Bodo Gorgaß und anderen zusammensetzten, die Konzentrationslager, um dort die Selektionen vorzunehmen. Zur zeitlichen Beschleunigung oblag dabei den Lagerkommandanten eine Vorauswahl, die diese anhand von Meldebogen, wie sie auch schon bei der „Euthanasie-Aktion“ verwendet wurden, für die listenmäßig erfassten Häftlinge vornahmen. Allerdings waren nur einzelne Fragen zu Personalien, Aufnahmedatum, Diagnose bei körperlichen unheilbaren Leiden, Kriegsbeschädigung, Delikt bei Einweisung auf Grund des Strafgesetzbuches und früheren Straftaten zu beantworten. Nach den erlassenen Richtlinien waren die sogenannten „Ballastexistenzen“ – nicht weiter nützlich einsetzbare Häftlinge – listenmäßig zu erfassen und den Ärztekommissionen zur Ausmusterung vorzustellen. Hierzu zählten alle Häftlinge, die für einen längeren Zeitraum oder dauerhaft nicht wieder arbeitsverwendungsfähig werden würden.
Bei der Vorauswahl hatten die vom jeweiligen Lagerkommandanten erfassten Häftlinge vor der Ärztekommission anzutreten. Es wurde keine ärztliche Untersuchung im eigentlichen Sinne gemacht; die Häftlinge wurden über ihre Kriegsteilnahme und eventuelle Kriegsauszeichnungen befragt. Anhand der Personal- und Krankenakten wurde dann entschieden, in welche Kategorie der betreffende Häftling einzustufen war. Die abschließende „Begutachtung“ der so erfassten Häftlinge geschah mittels des Meldebogeninhalts und beschränkte sich auf die Entscheidung, ob der Häftling der „Sonderbehandlung 14f13“ zugeführt werden sollte oder nicht. Die mit dem entsprechenden Ergebnis versehenen Meldebogen wurden an die Zentraldienststelle T4 in Berlin zur aktenmäßigen Registrierung gesandt.
Bei der Vorauswahl der für die Selektion in Betracht kommenden Häftlinge wurden diese teilweise von der Lagerverwaltung aufgefordert, sich zu melden, wenn sie sich krank oder arbeitsunfähig fühlten. Ihnen wurde vorgegaukelt, sie kämen in ein „Erholungslager“, wo sie nur leichtere Arbeit zu verrichten hätten. Auf diese Weise meldeten sich viele Häftlinge freiwillig, um in die Invalidenblocks eines KZ zu kommen, von wo aus sie abgeholt und in eine Tötungsanstalt transportiert wurden. Als nach der Vergasung in den Tötungsanstalten von dort die Habseligkeiten der Opfer an die Abgabelager zurückgesandt wurden und sich dies trotz Geheimhaltung herumsprach, sickerte auch langsam der wahre Grund der Selektionen durch, so dass Häftlinge selbst schwere Krankheiten nicht länger meldeten.
Die erste bekannte Selektion fand im April 1941 im KZ Sachsenhausen statt. Bis zum Sommer 1941 wurden aus diesem Lager mindestens 400 Häftlinge „ausgemustert“. Im gleichen Zeitraum wurden 450 Häftlinge aus Buchenwald und 575 aus Auschwitz in der Tötungsanstalt Pirna-Sonnenstein vergast. 1.000 Häftlinge aus dem KZ Mauthausen wurden in der Tötungsanstalt Hartheim umgebracht. Von Januar bis Dezember 1942 wurden über 2.500 Häftlinge aus dem KZ Dachau sowie mehrere 1.000 aus dem KZ Mauthausen und dessen Zwillingslager Gusen ebenfalls in der Tötungsanstalt Hartheim vergast. Dasselbe geschah mit Häftlingen aus KZ Flossenbürg, KZ Neuengamme und KZ Ravensbrück. In der anschließenden Zeit wurden nochmals 1.000 Häftlinge aus dem KZ Buchenwald, 850 aus dem KZ Ravensbrück und 214 aus dem KZ Groß-Rosen in der Tötungsanstalt Pirna-Sonnenstein und in der Tötungsanstalt Bernburg umgebracht. Im März/April 1942 wurden etwa 1.600 selektierte Frauen aus dem KZ Ravensbrück in Bernburg vergast.
Oberflächlichkeit und Zynismus der sogenannten Begutachtungen der Häftlinge werden besonders aus dem Inhalt der erhalten gebliebenen Briefe des „Gutachters“ Friedrich Mennecke deutlich. Anlässlich einer Selektion im KZ Buchenwald schrieb Mennecke an seine Frau:

„Weimar, den 25.11.41 – 20.58 h

Hotel Elephant

[…] Zunächst gab es noch 40 Bögen fertig auszufüllen von einer 1. Portion Arier, an der schon die beiden anderen Kollegen gestern gearbeitet hatten. Von diesen 40 bearbeitete ich etwa 15. […] Anschließend erfolgte dann die ‚Untersuchung‘ der Pat.[ienten], d. h. eine Vorstellung des Einzelnen u. Vergleich der aus den Akten entnommenen Eintragungen. Hiermit wurden wir bis Mittag noch nicht fertig, denn die beiden Kollegen haben gestern nur theoretisch gearbeitet, so daß ich diejenigen ‚nachuntersuchte‘, die Schmalenbach (u. ich selbst heute morgen) vorbereitet hatten u. Müller die seinigen. Um 12.00 h machten wir erst Mittagspause. […] Danach untersuchten wir noch bis gegen 16.00 h, und zwar ich 105 Pat[ienten], Müller 78 Pat[ienten], so dass als damit endgültig als 1. Rate 183 Bögen fertig waren. Als 2. Portion folgten nun insgesamt 1200 Juden, die sämtlich nicht erst ‚untersucht‘ werden, sondern bei denen es genügt, die Verhaftungsgründe (oft sehr umfangreich!) aus der Akte zu entnehmen u. auf die Bögen zu übertragen. Es ist also eine rein theoretische Arbeit, die uns bis Montag einschließlich ganz bestimmt in Anspruch nimmt, vielleicht sogar noch länger. Von dieser 2. Portion (Juden) haben wir darum heute noch gemacht: ich 17, Müller 15. Punkt 17 h ‚warfen wir die Kelle weg‘ und gingen zum Abendessen. […] So wie ich oben nun den heutigen Tag geschildert habe, werden auch die nächsten Tage verlaufen – mit genau demselben Programm und derselben Arbeit. Nach den Juden folgen noch etwa 300 Arier als 3. Portion, die wieder ‚untersucht‘ werden müssen […]“

## Tötungsanstalten
Für die Vergasung der ausgewählten Häftlinge wurden die drei NS-Tötungsanstalten Bernburg (Leiter Irmfried Eberl), Sonnenstein (Leiter Horst Schumann) und Hartheim (Leiter Rudolf Lonauer und Georg Renno) genutzt. Die Anstalt Hadamar war nicht einbezogen; Sonnenstein vergaste nach dem Euthanasiestopp vom 24. August 1941 im Gegensatz zu Bernburg und Hartheim keine KZ-Häftlinge mehr, obwohl die Vergasungsanlagen erst im Sommer 1942 endgültig abgebrochen wurden.
Nachdem in den einzelnen Konzentrationslagern Häftlinge durch die Ärztekommissionen benannt worden waren, hatten die Lagerverwaltungen diese auf Anforderung bereitzustellen. Sie wurden entweder mit den Kraftfahrzeugen der „Gemeinnützigen Krankentransport GmbH“ (Gekrat) oder mit der Reichsbahn direkt in eine der Tötungsanstalten transportiert. Dort wurden die Häftlinge von einem Anstaltsarzt auf Goldzähne untersucht und gegebenenfalls gekennzeichnet, bevor sie in eine Gaskammer geführt und durch Kohlenmonoxid getötet wurden. Nach Entnahme der Goldzähne, die an die Zentraldienststelle in Berlin gesandt wurden, verbrannte man die Leichen in den vorhandenen Krematoriumsöfen. Einzelne Leichen wurden zuvor noch weiter untersucht.
Das Töten geschah dabei auf gleiche Weise und vom gleichen Personal wie zuvor bei als „geisteskrank“ eingestuften Menschen im Rahmen der Aktion T4. Einzig administrative Aspekte waren verändert, da der Tod von einem NS-Sonderstandesamt beurkundet wurde, das auch die Angehörigen benachrichtigte. Der in der NS-Tötungsanstalt Hartheim als „Brenner“ tätige Arbeiter Vinzenz Nohel hat in seiner Nachkriegsvernehmung im September 1945 bei der Kriminalpolizei in Linz ausführlich über damalige Tötungsverfahren berichtet. Nohel wurde 1946 im Dachauer Mauthausen-Prozess wegen der Ermordung von kranken und arbeitsunfähigen KZ-Häftlingen zum Tode verurteilt und 1947 hingerichtet.

## Erweiterung des Selektionsumfanges
In die Selektionen wurden im Laufe der Zeit zunehmend auch politisch oder anderweitig Missliebige, Juden und sogenannte Asoziale einbezogen. Gemäß den allgemeinen Richtlinien der bayerischen Polizei vom 1. August 1936 über das Verhängen von Schutzhaft waren dies „Zigeuner, Landfahrer, Landstreicher, Arbeitsscheue, Müßiggänger, Bettler, Prostituierte, Querulanten, Gewohnheitsverbrecher, Raufbolde, Verkehrssünder, Psychopathen und Geisteskranke“. Aufgrund des zunehmenden Bedarfs der Rüstungsindustrie an Arbeitskräften verfügte die Inspektion der Konzentrationslager – die am 16. März 1942 als Amtsgruppe D unter SS-Brigadeführer Richard Glücks in das SS-Wirtschafts- und Verwaltungshauptamt (WVHA) eingegliedert worden war – am 26. März 1942 einen Runderlass. Dieser nachstehende Erlass wurde von Arthur Liebehenschel als Vertreter Glücks’ unterschrieben und an alle Lagerkommandanten verteilt:
„Durch die Meldung eines Lagerkommandanten wurde bekannt, daß von 51 für die Sonderbehandlung 14f13 ausgemusterten Häftlingen 42 dieser Häftlinge nach einiger Zeit ‚wieder arbeitsfähig‘ wurden und somit der Sonderbehandlung nicht zugeführt werden brauchten. Hieraus ist ersichtlich, dass bei der Auswahl dieser Häftlinge nicht nach den gegebenen Bestimmungen verfahren wird. Es dürfen der Untersuchungskommission nur solche Häftlinge zugeführt werden, die den gegebenen Bestimmungen entsprechen und vor allen Dingen nicht mehr arbeitsfähig sind.
Um die den Konzentrationslagern gestellten Arbeitsaufgaben durchführen zu können, muß jede Häftlingsarbeitskraft dem Lager erhalten werden. Die Lagerkommandanten der Konzentrationslager werden gebeten, hierauf ihr besonderes Augenmerk zu richten.
Der Chef des Zentralamtes
gez. Liebehenschel
SS-Obersturmbannführer“
Die verschärfte Kriegslage erforderte ein Jahr später weitere Selektionseinschränkungen, die sicherstellten, dass jeder zu Arbeiten in der Rüstungsindustrie fähige Arbeiter auch hier eingesetzt wurde. Glücks stellte deshalb am 27. April 1943 einen neuen Runderlass mit der Weisung aus, in Zukunft nur noch tatsächlich geisteskranke Häftlinge „auszumustern“:
„Der Reichsführer SS und Chef der Deutschen Polizei hat auf Vorlage entschieden, dass in Zukunft nur noch geisteskranke Häftlinge durch die hierfür bestimmten Ärztekommissionen für die Aktion 14f13 ausgemustert werden dürfen. Alle übrigen arbeitsunfähigen Häftlinge (Tuberkulosekranke, bettlägerige Krüppel usw.) sind grundsätzlich von dieser Aktion auszunehmen. Bettlägerige Häftlinge sollen zu einer entsprechenden Arbeit, die sie auch im Bett verrichten können, herangezogen werden.
Der Befehl des Reichsführers SS ist in Zukunft genauestens zu beachten. Die Anforderungen von Kraftstoff für diesen Zweck entfallen daher.“
Nach diesen Richtlinien wurde für die selektierten Häftlinge nur noch die Tötungsanstalt Hartheim benötigt – die Anstalten Bernburg und Sonnenstein wurden geschlossen. Die erste Phase der Aktion 14f13 war beendet.

## Zweite Phase
Neue Richtlinien nach Befehl vom 11. April 1944 leiteten die zweite Phase der Aktion 14f13 ein. Fortan wurden weder Meldebogen erstellt noch Häftlinge durch Ärztekommissionen selektiert. Die Auswahl der Todesopfer oblag von nun an ausschließlich den Lagerverwaltungen, also in der Regel dem Lagerarzt. Das schloss jedoch nicht aus, dass weiterhin auch körperlich Kranke, die nicht mehr arbeitsfähig waren, getötet wurden. Dies geschah innerhalb der Lager selbst oder durch Überstellen der Häftlinge in ein mit Gaskammer ausgestattetes Lager, wie beispielsweise das KZ Mauthausen, das KZ Sachsenhausen oder das KZ Auschwitz.
In Hartheim wurden jetzt neben den Lagerinsassen auch nicht mehr arbeitsfähige Zwangsarbeiter aus dem Osten, sowjetische Kriegsgefangene und ungarische Juden vergast. Mit dem letzten Häftlingstransport nach Hartheim am 11. Dezember 1944 endete die Aktion 14f13. Auch in Hartheim wurden die Gaskammern entfernt und die Spuren ihrer Nutzung so weit wie möglich beseitigt. In der Folgezeit wurde das Schloss als Kinderheim genutzt.
Die Zahl der im Rahmen der Aktion 14f13 getöteten Menschen ist nicht genau ermittelt. Die Fachliteratur nennt hierbei Zahlen zwischen 15.000 und 20.000 für den Zeitraum bis Ende 1943.

## Einordnung in die nationalsozialistische Vernichtungsideologie
Die Aktion 14f13 stellte eine weitere Stufe dar auf dem Weg von der Diskriminierung und Isolierung politisch und rassisch Unerwünschter, über den utilitaristisch motivierten Mord zum rein rassistischen Massenmord, der sogenannten „Vernichtung lebensunwerten Lebens“. Im Gegensatz zur Aktion T4, die mit äußerlichen Motiven, wie der „Gewährung des Gnadentodes“, bemäntelt wurde, verzichtete man bei der Aktion 14f13 auf sämtliche Scheinbegründungen und reduzierte die Häftlinge auf ihre reine Nützlichkeit als Arbeitskräfte. Unter rein rassistischen Aspekten wurden zudem Juden sowie Sinti und Roma ohne Berücksichtigung ihres Gesundheitszustandes „in die Sonderbehandlung einbezogen“.